# Podlasie Tour
El Podlasie Tour es una carrera ciclista polaca por etapas que discurre por la región de Podlaquia. Creada en 2015, forma parte del UCI Europe Tour en categoría 2.2. 

## Palmarés
| Año  | Ganador         | Segundo         | Tercero        |
| ---- | --------------- | --------------- | -------------- |
| 2015 | Andriy Vasylyuk | Kamil Zieliński | Matvey Nikitin |

## Palmarés por países
| País    | Victorias |
| ------- | --------- |
| Ucrania | 1         |